# Soyuz TMA-11M
Soyuz TMA-11M foi uma missão à Estação Espacial Internacional e a 120ª missão de uma nave russa Soyuz. Ela transportou três membros das Expedições 38 e 39 para a ISS, para uma estadia de seis meses. A Soyuz permaneceu acoplada da estação para servir como veículo de fuga em caso de emergência.
Esta foi a primeira vez desde outubro de 2009 que nove astronautas estiveram residindo ao mesmo tempo na estação espacial sem a presença de um ônibus espacial. O fato aconteceu por quatro dias, entre 7 e 11 de novembro de 2013, período entre a chegada da tripulação da TMA-11M e a partida da tripulação da TMA-09M. Os tripulantes da TMA-10M, que lá já se encontravam, continuaram a bordo.
A TMA-11M levou ao espaço a tocha olímpica dos Jogos Olímpicos de Inverno de Sochi 2014, que retornou à Terra cinco dias depois com a tripulação da TMA-09M, na primeira vez em que uma tocha olímpica fez parte de uma caminhada espacial.

## Tripulação
| Posição             | Cosmo/Astronauta    |
| ------------------- | ------------------- |
| Comandante          | Mikhail Tyurin      |
| Engenheiro de voo 1 | Richard Mastracchio |
| Engenheiro de voo 2 | Koichi Wakata       |

## Parâmetros da Missão
- Massa: 7.200 kg
- Perigeu: 415 km
- Apogeu: 418 km
- Inclinação: 51,65°
- Período orbital: 92,90 minutos

## Lançamento e acoplagem
A nave foi lançada do Cosmódromo de Baikonur em 7 de novembro de 2013 às 04:14(UTC), acoplando-se no módulo Rassvet da ISS às 10:27(UTC) após pouco mais de seis horas de voo. Depois da abertura das escotilhas entre as duas naves, os tripulantes participaram da cerimônia de boas-vindas junto aos outros seis astronautas já ocupantes da estação, em que todos falaram com o Centro de Controle e com seus familiares na Terra.

## Retorno
Depois de pouco mais de seis meses no espaço, a missão encerrou-se em 14 de maio de 2014 com a desacoplagem da nave do módulo Rassvet sobre a Mongólia, trazendo de volta à Terra Wakata, Tyurin e Mastracchio, que completaram assim 188 dias em órbita, depois de integrarem também a Expedição 38. A Soyuz pousou em segurança nas estepes do Casaquistão às 07:58 do dia 14, hora local (01:58 UTC).

## Galeria

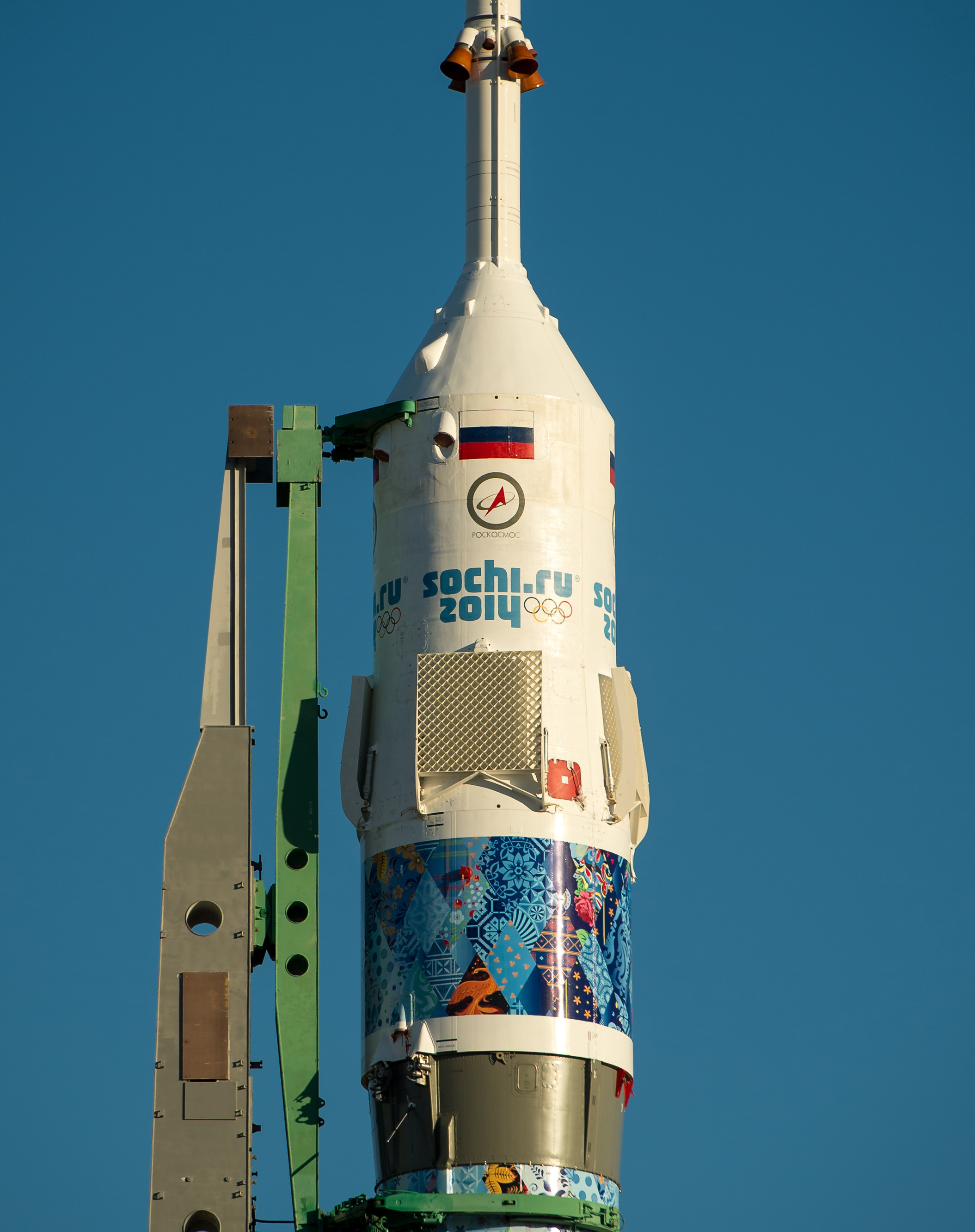
A TMA-11M, na ponta do foguete lançador, ostenta a logomarca dos Jogos de Inverno de Sochi.
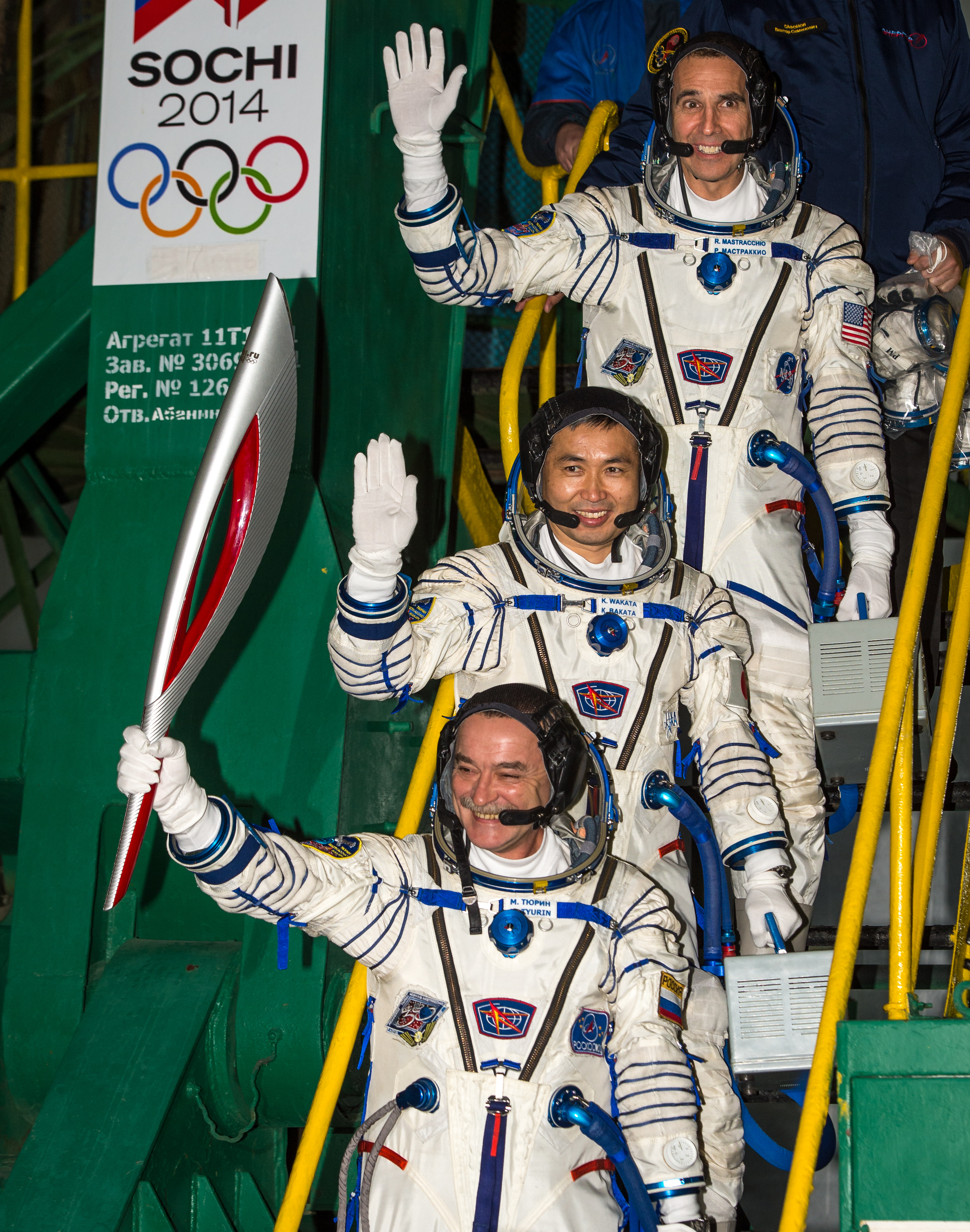
A tripulação embarca em Baikonur carregando a tocha olímpica.
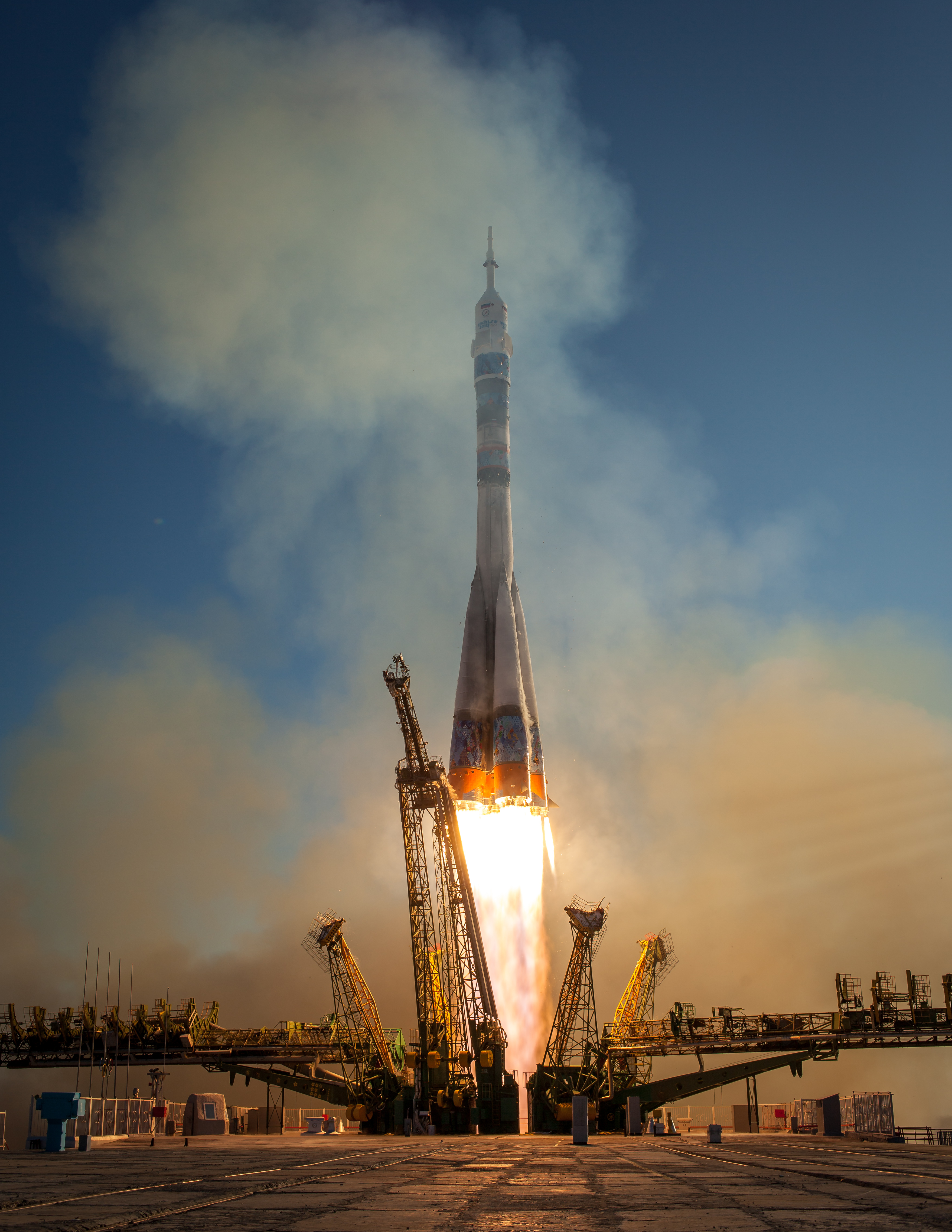
Lançamento da Soyuz TMA-11M.
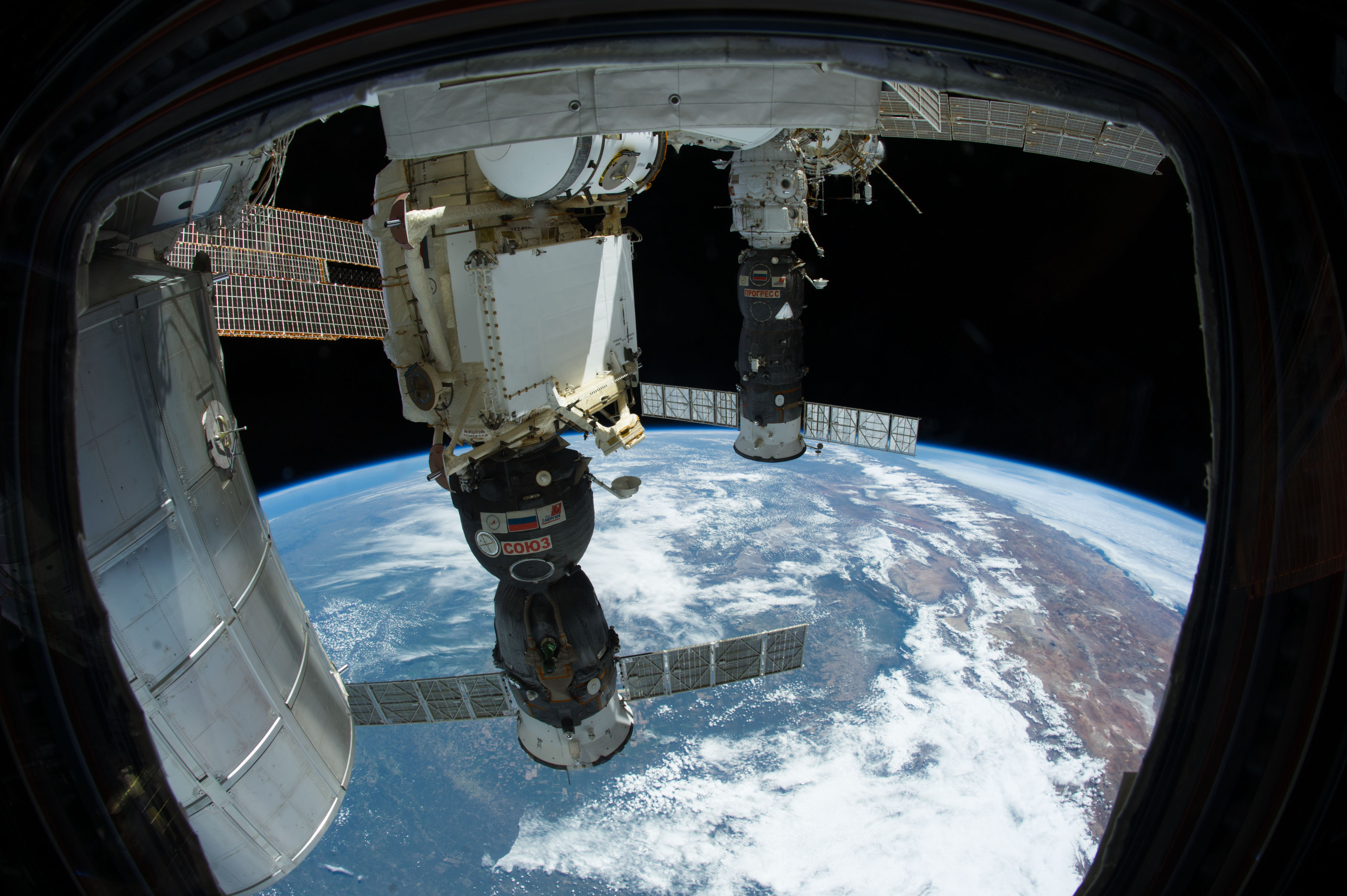
A espaçonave acoplada ao módulo Rassvet da ISS. Ao lado dela, a pequena nave de suprimentos não-tripulada Progress 52.